# Marc Orozco i Torres
Marc Orozco i Torres (Olesa de Montserrat, 4 de setembre del 1989) és un atleta català.
Fou l'únic atleta català que va disputar el Mundial del 2008 en pista coberta de València, on va debutar en un mundial d'atletisme. Va concursar en relleu de 4x400 realitzant una marca de 3'07"93 i quedant en 7a posició.